# Rozoy-sur-Serre
Rozoy-sur-Serre è un comune francese di 1 038 abitanti situato nel dipartimento dell'Aisne della regione dell'Alta Francia.

## Società

### Evoluzione demografica
Abitanti censiti

## Luoghi e monumenti
- La città possiede tre chiese:
  - la più antica, dedicata alla Vergine, era situata sulla riva destra della Serre;
  - la chiesa di Santa Caterina, che oggi ospita l'Hôtel de ville;
  - l'antica collegiale di San Lorenzo, chiesa fortificata, classificata Monumento storico  nel 1986. Questo edificio contiene in particolare un bassorilievo del martirio di san Quintino (1788) (Monumento storico dal 1905) che ornava l'altare della cappella di San Quintino nella cattedrale di Amiens. Il bassorilievo fu donato nel 1853 dal vescovo di Amiens alla chiesa di San Quintino di Sailly-Laurette. La chiesa di Sailly-Laurette fu distrutta durante la Grande Guerra e il bassorilievo fu dichiarato distrutto. Esso era conservato da data ignota nella chiesa di Rozoy-sur-Serre. Il Museo di Piccardia conserva di quest'opera un bassorilievo preparatorio in gesso, di taglia ridotta. L'opera è attribuita a Jean-Baptiste Carpentier.

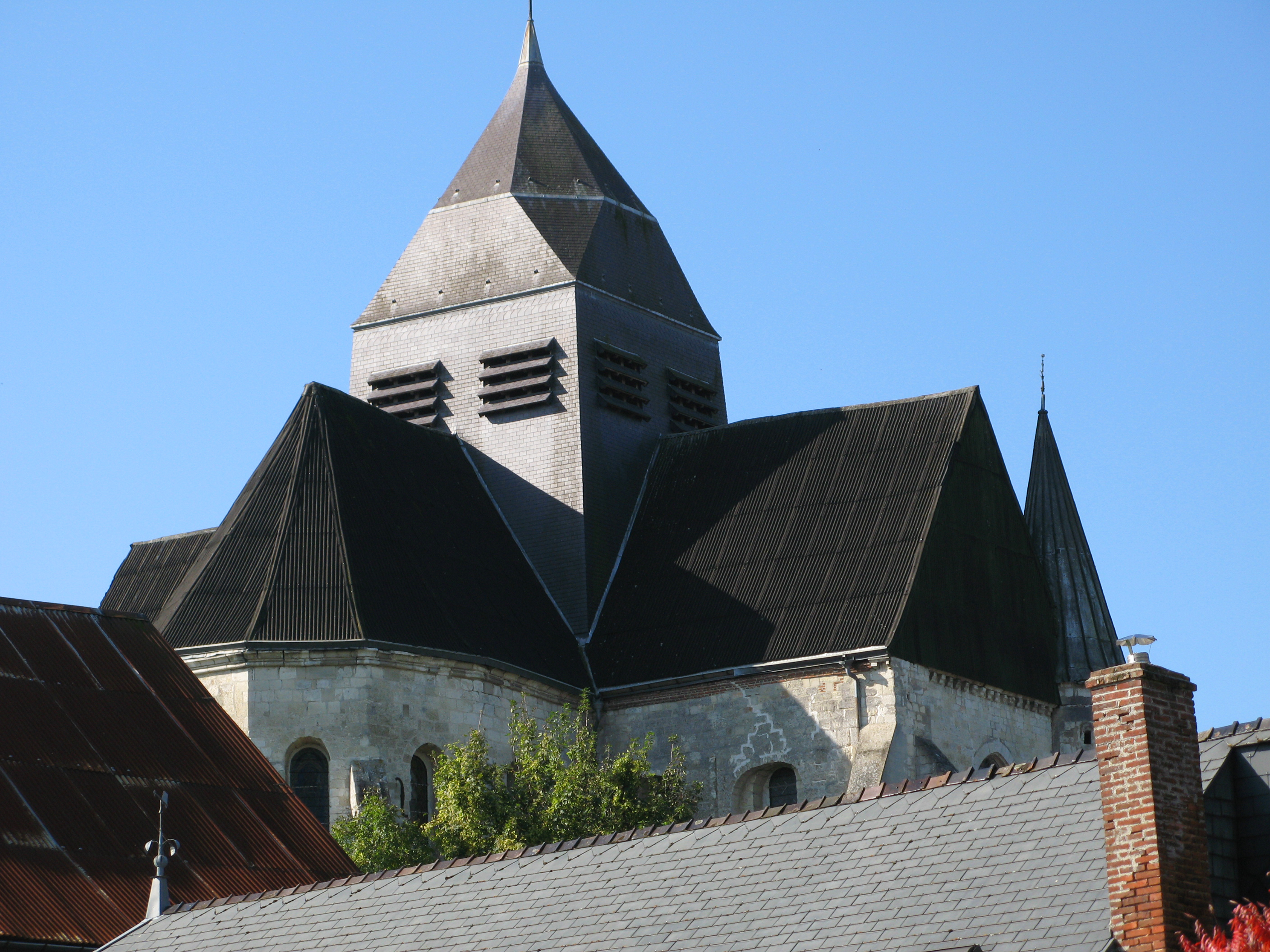
Chiesa di San Lorenzo, abside e transetto visti da nord.
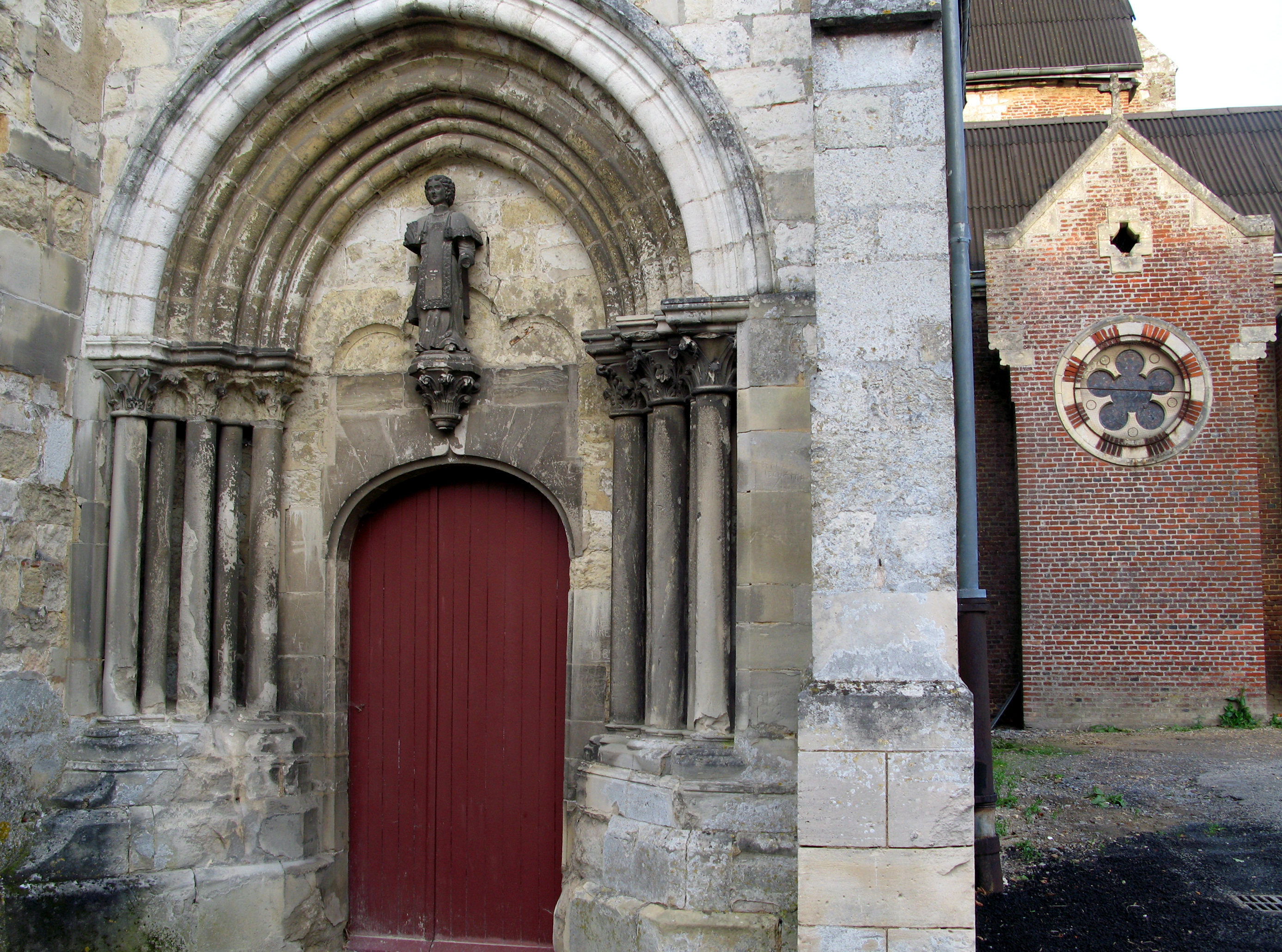
Il piccolo arretramento di fronte al portale era una delle componenti della « difesa », le case di fronte costituenti un bastione.
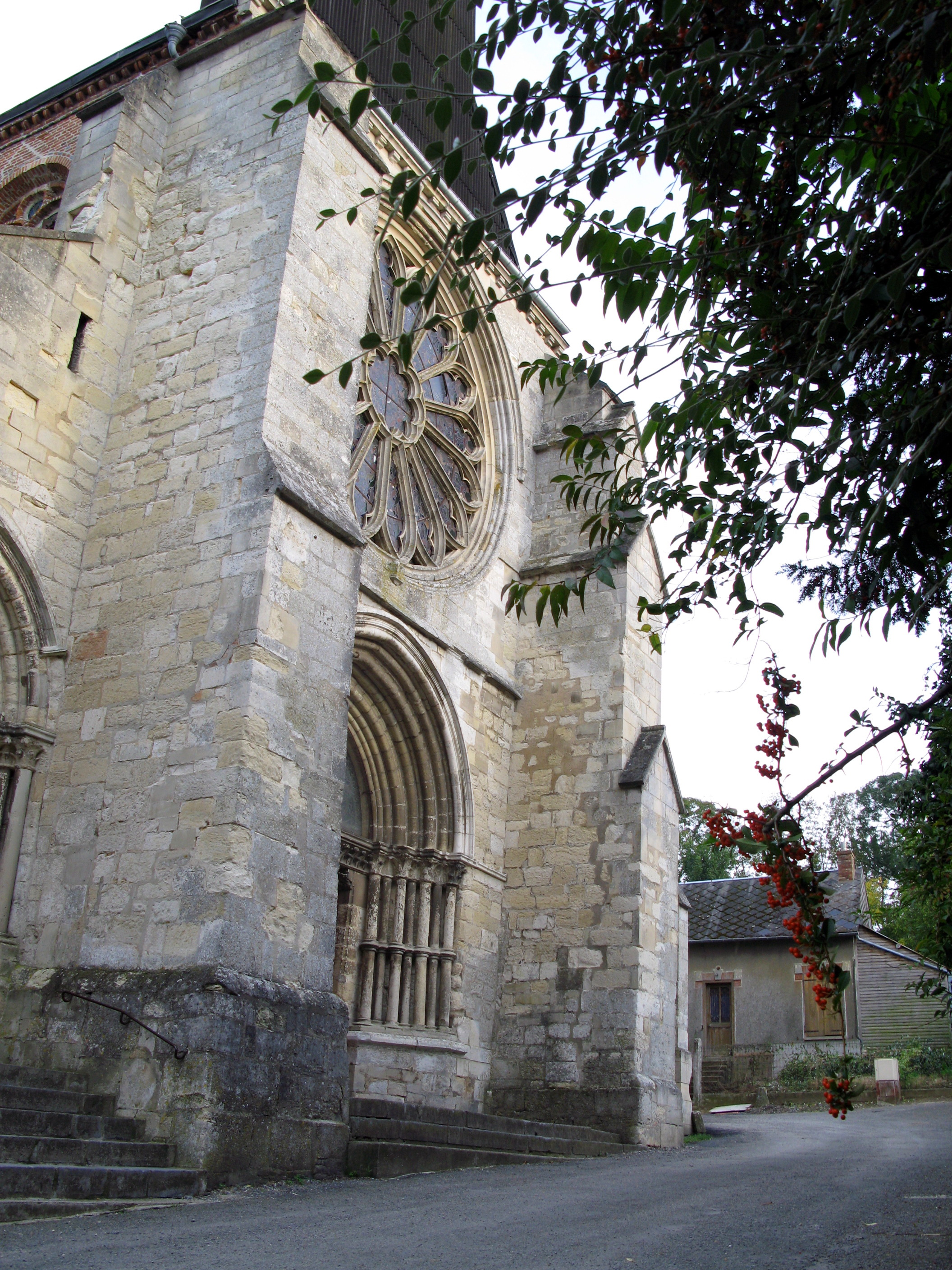
Il portale centrale (facciata ovest) della chiesa fortificata.

- La cappella di Notre-Dame con il cimitero.
- Il monumento ai caduti.